# Carl Martin Norberg
Carl Martin Norberg (Svédország, Dalarna megye, Avesta, 1889. július 18. – Svédország, Västmanland megye, Västerås, 1970. július 25.) olimpiai bajnok svéd tornász.
Részt vett az 1908. évi nyári olimpiai játékokon, egy torna versenyszámban, a csapat összetettben és a svéd válogatottal aranyérmes lett.
Klubcsapata a Stockholms GF volt.